# Synagoga w Popradzie
Synagoga w Popradzie (niem. Synagoge in Deutschendorf) – synagoga znajdująca się w Popradzie na Słowacji, przy ulicy Popradskej brigády 9, jednej z głównych ulic miasta.
Synagoga została zbudowana w 1906 roku w stylu neoklasycystycznym, na planie prostokąta. Jej północna fasada skierowana jest w stronę ulicy. W synagodze znajduje się obecnie drukarnia. Z dawnego wyposażenia zachowały się jedynie żelazne słupy stojące w swoich oryginalnych pozycjach. Pozostałe wyposażenie uległo zniszczeniu.